# Gari Kasparov
Gari Kimovič Kasparov (rusko Га́рри Ки́мович Каспа́ров), šahovski velemojster in večkratni svetovni prvak, * 13. april 1963, Baku, Azerbajdžan.
Kasparov se je rodil kot Gari Kimovič Vajnštejn (Wainshtein), očetu judovskega rodu Kimu Mojsejeviču in materi armenskega rodu Klari Šagenovni Kasparjanovi. Šaha se je naučil pri starših. Pravila igranja šaha je pridobil s sedmimi leti v bakujskem domu pionirjev. Z desetimi leti je začel hoditi v šahovsko šolo nekdanjega svetovnega prvaka Mihaila Botvinika. S petnajstimi leti je postal učiteljev pomočnik. Pri 16 letih je postal svetovni mladinski prvak in je bil svetovni prvak od 1985 do 1993. (Po drugi različici je prvak še danes.)
Njegovo prvo soočenje (od septembra 1984 do februarja 1985) z Anatolijem Karpovom je bilo najdaljše v šahovski zgodovini. Po 48 partijah je bil dvoboj prekinjen, šest mesecev kasneje pa je zmagal in tako postal najmlajši svetovni prvak. V boju s Karpovim je naslov obranil leta 1986, 1987 in 1990. Leta 1993 je Kasparov prekinil sodelovanje s FIDE in ustanovil Professional Chess Association ter postal njen prvak. Leta 2000 je Kasparov izgubil dvoboj in status svetovnega prvaka proti Rusu Vladimirju Kramniku. 
Leta 1996 je postal prvi svetovni prvak, ki je izgubil partijo proti računalniku, čeprav je dvoboj sicer dobil s 4:2. Leta 1997 pa ga je IBMov Deep Blue v povratnem dvoboju porazil z rezultatom 3,5:2,5. Leta 2003 se je zopet spopadel z računalnikom, tokrat je bil to X3D Fritz, različica enega najmočnejših računalniških šahovskih programov. Dvoboj se je končal neodločeno ob dveh remijih in po eni zmagi za vsakega igralca.
Kasparov je držal rekord za najvišji ratinški dosežek vseh časov (2851 točk), dokler ga v letu 2013 ni presegel Magnus Carlsen.
Kasparov je leta 2005 profesionalno igranje šaha končal in se posvetil politiki ter pisanju šahovske literature.